# Campionato europeo femminile di pallacanestro Under-16 Division B 2023
Il Campionato europeo femminile di pallacanestro Under-16 2023 di Division B (noto anche come FIBA U16 Women's European Championship Division B 2023) si è svolto in Montenegro, a Podgorica.

## Classifica finale
| Pos     | Team                 |  |
| ------- | -------------------- |  |
| Oro     | Germania             |  |
| Argento | Montenegro           |  |
| Bronzo  | Svezia               |  |
| 4.      | Estonia              |  |
| 5.      | Islanda              |  |
| 6.      | Gran Bretagna        |  |
| 7.      | Lituania             |  |
| 8.      | Romania              |  |
| 9.      | Slovacchia           |  |
| 10.     | Paesi Bassi          |  |
| 11.     | Ucraina              |  |
| 12.     | Austria              |  |
| 13.     | Danimarca            |  |
| 14.     | Irlanda              |  |
| 15.     | Bulgaria             |  |
| 16.     | Lussemburgo          |  |
| 17.     | Bosnia ed Erzegovina |  |
| 18.     | Svizzera             |  |
| 19.     | Norvegia             |  |
| 20.     | Cipro                |  |